# Константін Браун
Константін Браун (нім. Constantin Braun; народився 11 березня 1988, Лампертгайм, Німеччина) — німецький хокеїст, захисник. Виступає за «Айсберен Берлін» у Німецькій хокейній лізі. 
Виступав за «Айсберен Берлін».
У складі національної збірної Німеччини учасник чемпіонатів світу 2010 і 2011. У складі молодіжної збірної Німеччини учасник чемпіонатів світу 2007 і 2008 (дивізіон I). У складі юніорської збірної Німеччини учасник чемпіонатів світу 2005 і 2006.
Чемпіон Німеччини (2006, 2008, 2009, 2011).
Брат: Лаурін Браун.